# Oxjetjá
Oxjetjá är en ort i Mexiko.   Den ligger i kommunen Chilón och delstaten Chiapas, i den sydöstra delen av landet, 800 km öster om huvudstaden Mexico City. Oxjetjá ligger 664 meter över havet och antalet invånare är 211.
Terrängen runt Oxjetjá är lite bergig. Runt Oxjetjá är det ganska tätbefolkat, med 54 invånare per kvadratkilometer. Närmaste större samhälle är Jol Hic'Batil, 7,1 km öster om Oxjetjá. I omgivningarna runt Oxjetjá växer i huvudsak städsegrön lövskog.